# Ectropothecium fosbergii
Ectropothecium fosbergii är en bladmossart som beskrevs av Edwin Bunting Bartram 1940. Ectropothecium fosbergii ingår i släktet Ectropothecium och familjen Hypnaceae. Inga underarter finns listade i Catalogue of Life.